# Центральний банк Йорданії
Центральний банк Йорданії (англ. Central Bank of Jordan, араб. البنك المركزي الأردني) — центральний банк Хашимітського королівства Йорданія.

## Історія
У 1950 році в Лондоні створена Валютна рада Йорданії (Jordan Currency Board). У 1959 році ухвалений закон про створення Центрального банку Йорданії. Банк почав операції 1 жовтня 1964 року, йому були передані функції скасованої Валютної ради.